# Carl Werner
Carl Friedrich Heinrich Werner (Weimar, 1808. október 4. – Lipcse, 1894. január 10.) német festő.

## Életútja

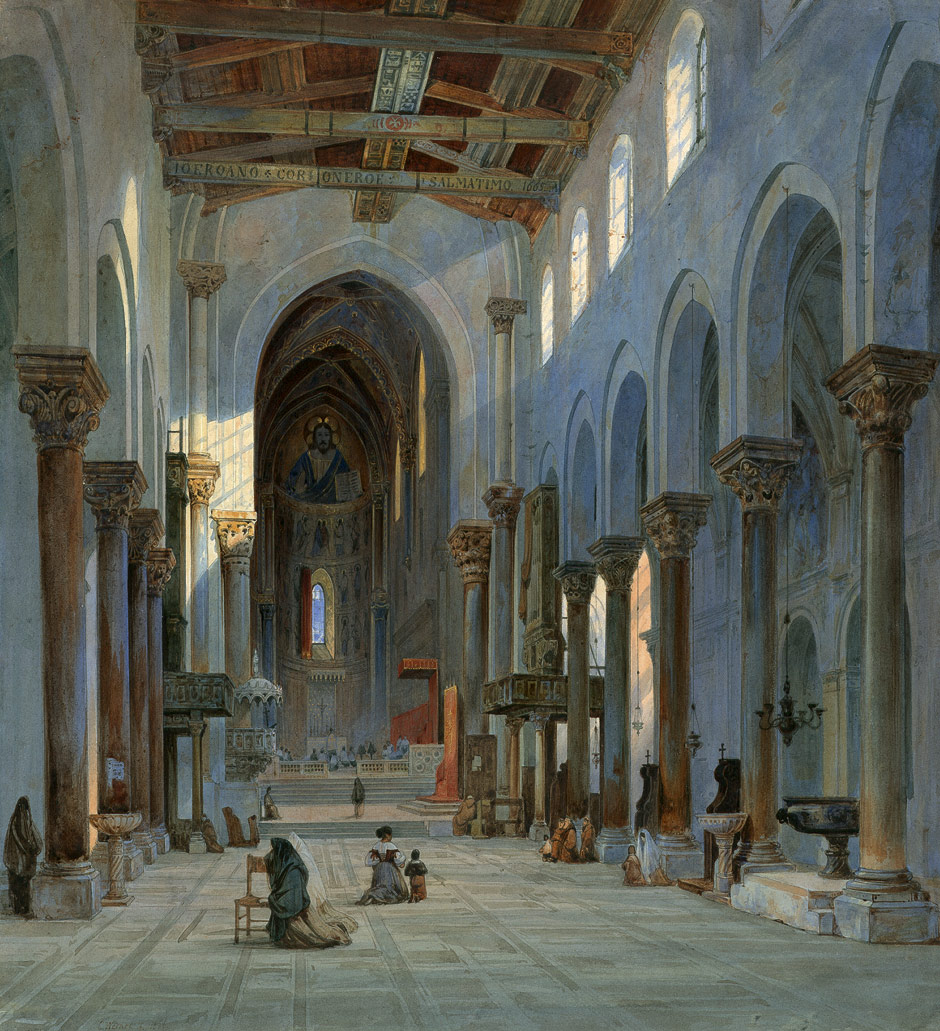
A cefalùi katedrális

A lipcsei művészeti akadémián és egyetemen, azután Münchenben tanult, közel 20 évet töltött Itáliában, és miután meglátogatta Angliát is, nagy utazásokat tett Spanyol- és Görögországban és a Keletre. Ragyogó színezésű akvarellképei az ezzel a technikával készült legjobb művek közé tartoznak.

## Művei
- Velence fénye és pusztulása
- A velencei doge-palota
- A cefalùi templom belseje
- Diocletianus palotája Spalatóban
- Az Alhambra oroszlánudvara
- Bejrút látképe
- File szigete
- A Szent Kereszt temploma Jeruzsálemben
- A damaszkuszi nagy mecset
- Kairói bazár
- Ízisz temploma Thébában
- Az igazság kapuja Kairóban

Palesztinai képei a The holy places, egyiptomi tájképei a Nilbilder díszkiadásokban jelentek meg.